# Just Be Free
Just Be Free é o primeiro álbum de demonstração da artista musical estadunidense Christina Aguilera. O seu lançamento ocorreu em 21 de agosto de 2001, através da Warlock Records. Depois de terminar a sua participação no programa infantil The Mickey Mouse Club, Aguilera, então com quinze anos de idade, começou a gravar o álbum com os produtores Roberts Allecca e Michael Brown. A dupla deu Aguilera a oportunidade de usar um estúdio de gravação e presenteou-a com demonstrações, dando a entender que eles poderiam usar o material para seus próprios fins, mas também afirmando que não iriam lançar comercialmente as gravações. Musicalmente, o álbum consiste de faixas derivadas do dance-pop, bem como baladas, e apresenta Aguilera cantando faixas em língua espanhola. O disco foi concebido para mostrar os vocais de Aguilera em um esforço para chegar a gravadoras, um empreendimento que deu errado após as gravações não serem bem recebidas entre os críticos. 
Seis anos após a conclusão do álbum e o enorme sucesso de Aguilera na indústria musical, Allecca e Brown lançaram o disco sem a permissão do Aguilera ou sua gestão. Quando Aguilera descobriu o lançamento do álbum, ela contratou a advogada Carla Christofferson para ajudá-la a parar o lançamento, já que sentiu que as gravações não deveriam ser associadas com a qualidade da sua música na época do lançamento do disco. A Warlock Records, em seguida, entrou com sua própria ação, em um esforço para continuar com o lançamento e, finalmente, o caso foi resolvido fora do tribunal, em que Aguilera pediu que uma carta informativa do conteúdo do álbum deveria ser apresentada dentro de cada cópia do disco. Criticamente, o álbum foi negativado, e embora resenhadores tenham elogiado sua voz, eles criticaram a sua produção e seu conteúdo lírico. Até a data, Just Be Free comercializou mais de 128.000 cópias nos Estados Unidos. 

## Antecedentes e composição
Após receber a notícia de que a segunda versão do programa infantil The Mickey Mouse Club entraria em sua última temporada, Aguilera procurou um contrato com uma gravadora. Ela passou grande parte desse tempo na Filadélfia para gravar demonstrações com vários produtores, na esperança de ter um álbum lançado no tempo em que tinha terminado o ensino médio. Enquanto gravava a última temporada da série, ela começou a trabalhar com os produtores Roberts Allecca e Michael Brown, nascidos em Nova Jersey. Eles eventualmente construíram um relacionamento com Aguilera e sua família, oferecendo-lhe o tempo necessário para gravação. Eles lhe disseram que as gravações que ela iria produzir seriam de sua propriedade e que nunca iriam lançar comercialmente o material. Ela gravou onze faixas "ásperas e inacabadas", que depois passaram a se tornar as sessões de estúdio de Just Be Free.
As primeiras gravações foram concebidas como uma forma de introduzir Aguilera para a indústria musical, descritas como uma "oportunidade fácil" de construir o interesse em suas habilidades musicais. Durante as sessões de gravação, Aguilera experimentou diferentes linguagens, gravando canções como a faixa-título "Just Be Free" em espanhol. Embora os legítimos autores do conteúdo terem sido disputados, as sessões foram descritas como influentes em futuras gravações de Aguilera. Musicalmente, o álbum consiste principalmente de baladas que foram criadas em um esforço para mostrar os talentos vocais de Aguilera, embora faixas dance-pop tenham se tornado um tema de destaque em todas as onze faixas que ela gravou durante este tempo.

## Processo judicial e lançamento
Após a descoberta de que Alçecca e Brown iriam lançar o álbum, Aguilera começou a desenvolver um processo contra ambos, em um esforço para parar o lançamento. Aguilera entrou com uma ação contra a Warlock Records e suas afiliais Platinum Recordings e JFB Music devido ao "uso indevido de seu nome e licença no álbum Just Be Fre". Carla Christofferson, advogado da cantora na época, explicou: "Nós estamos tentando impedi-los de lançar essas primeiras gravações que não é a qualidade que, atualmente, não está associada diretamente a ela". No entanto, Adam Levy, presidente da Warlock Records, sentiu que apesar de não gostar do material de Aguilera, achou que fosse uma olhada em sua vida no momento da gravação. Ele afirmou: "É um grande olhar para o que ela estava fazendo, temos o prazer [de estar lançando o registro]. Estou mais satisfeito para os produtores do álbum que queriam tirá-lo [de nós]. Espero que os fãs possam apreciá-los". Christofferson respondeu alegando que a Warlock tentou "alçar às custas" do sucesso de Aguilera. Em resposta à ação judicial, a gravadora entrou com sua própria ação judicial na tentativa de garantir o lançamento do disco. Durante o processo, Aguilera concordou com o lançamento de Just Be Free através da Warlock Records após chegar a um acordo com a empresa e suas afiliadas. Ela permitiu tal lançamento sob a condição de que o disco teria de incluir uma carta escrita por ela em cada cópia. Desde 13 de novembro de 2015, o disco está disponível em plataformas de streaming como Spotify e Deezer.
| “ | Just Be Free foi gravado quando eu tinha entre 14 e 15 anos de idade. Nessa idade, eu fiz as gravações como uma possível oportunidade para uma carreira na indústria da música, que é a minha grande paixão. Elas foram feitas apenas para que eu pudesse entrar no negócio da música. Eu não tinha a intenção de que as gravações seriam amplamente divulgadas, especialmente depois que eu assinei contrato com uma grande gravadora. Eu não atualizei ou terminei as versões gravadas em minha infância, e elas estão sendo lançadas "como estão", embora eu tenha tentado impedir tal lançamento. As gravações não refletem de forma alguma o meu gosto musical atual e onde eu estou como artista. O crescimento e o desenvolvimento vocal que eu experimentei quando amadureci de jovem para adulta não se reflete nas gravações. O álbum de novas gravações que pretendo lançar vai ser o álbum que realmente reflete a minha arte, minha visão, e minha paixão. Esperamos que as gravações de Just Be Free seja uma grande inspiração em uma carreira musical que eu sonho que dure por muitos anos que virão pela frente. | ” |

## Crítica profissional
| Críticas profissionais | Críticas profissionais |
| Avaliações da crítica  | Avaliações da crítica  |
| Fonte                  | Avaliação              |
| ---------------------- | ---------------------- |
| Allmusic               | [ 7 ]                  |
| Entertainment Weekly   | (D)                    |

"A composição de Christina provou ser um sinal precoce da intensa participação artística que a cantora teria em cada empreendimento único que decidiu embarcar em durante sua carreira. Ela já estava mostrando, aos catorze anos, que ela era, antes de tudo, uma música talentoso e uma artista [talentosa] tamb[em. Anos mais tarde, depois de Christina ter a sua grande oportunidade por meio de um álbum com vendas multiplatinadas, essas primeiras gravações que ela tinha apenas destinado à demonstrações, um fato que ela tinha deixado claro para os produtores, voltaria para assombrá-la".

—Pier Dominguez, autor de A Star Is Made, comentando sobre o efeito da carreira posterior de Aguilera.
Just Be Free obteve análises geralmente negativas da mídia especializada. Stephen Thomas Erlewine, do portal Allmusic, entendeu porque Aguilera estava insatisfeito com o lançamento do material, chamando as músicas de "pré-profissionais" e "genérico do dance-pop do início dos anos 90". Ele observou que Just Be Free não coincidiu com a qualidade do seu álbum de estreia homônimo, devido à sua produção "branda". David Browne, da revista Entertainment Weekly deu ao álbum uma nota D, citando a produção do álbum e descrevendo-a de "ninfeta de adolescente" devido à letras como "Por que você não fica comigo esta noite".
Pier Dominguez, autor de A Star is Bade, comentou que as sessões demonstraram a "áspera agilidade vocal de Christina", apesar de chamar o conteúdo de "maçante", acrescentando que "a fome de Christina para o sucesso, na verdade, vem através dessas canções, já que ela canta do seu coração para fora com uma emoção tensa, tentando soar como se estivesse libertando todas as suas inibições. Se ela de fato co-compôs as músicas, então eles também eram uma demonstração da destreza de Christina como compositora, porque as letras do álbum poderiam ser chamadas de banais e talvez até mesmo de bregas, e não se pode dizer que elas não são cativantes". Da mesma forma, Stephanie McGrath, da Jam!, também entendeu porque Aguilera não gostaria que o álbum fosse lançado. Embora ela tenha reconhecido o potencial de Aguilera como vocalista, ela escreveu: "As próprias músicas são terríveis, faixas dançantes datadas, oprimidas pelos efeitos pobres e pelas batidas mundanas".

## Lista de faixas
Todas as faixas escritas e compostas por Bobby Allecca, Michael Brown e Christina Aguilera e produzidas por Allecca e Brown, exceto quando escrito. 
| N.º            | Título                            | Compositor(es)            | Duração |  |
| 1.             | "Just Be Free"                    |                           | 3:43    |  |
| 2.             | "By Your Side"                    |                           | 4:07    |  |
| 3.             | "Move It" (Dance Remix)           |                           | 3:55    |  |
| 4.             | "Our Day Will Come"               | Mort Garson, Bob Hilliard | 4:05    |  |
| 5.             | "Believe Me"                      |                           | 4:17    |  |
| 6.             | "Make Me Happy"                   | LaForest Cope, Brown      | 3:54    |  |
| 7.             | "Dream a Dream"                   |                           | 4:51    |  |
| 8.             | "Move It"                         |                           | 3:44    |  |
| 9.             | "The Way You Talk to Me"          |                           | 3:37    |  |
| 10.            | "Running out of Time"             |                           | 4:05    |  |
| 11.            | "Believe Me" (Dance Remix)        |                           | 4:36    |  |
| 12.            | "Just Be Free" (versão espanhola) |                           | 3:41    |  |
| Duração total: | Duração total:                    | Duração total:            | 48:05   |  |

## Créditos
Lista-se abaixo os profissionais envolvidos na elaboração de Just Be Free, de acordo com o encarte do álbum:
| - Christina Aguilera: vocalista principal, vocalista de apoio - Bobby Allecca: produção, produção executiva - Michael Brown: produção, produção executiva - Bryan N. Calhoun: supervisão de A&R | - Amy Knong: direção artística, design - Eliud "Liu" Ortiz: engenharia de mixagem - Greg Smith: assistência de engenharia de mixagem - Chris Gehringer: engenharia de masterização |

## Desempenho nas tabelas musicais
De acordo com a Nielsen SoundScan, Just Be Free comercializou, até a data, mais de 128 mil cópias nos Estados Unidos, e atingiu a posição de número 71 como melhor na Billboard 200.
| Tabela musical                 | Posição |
| ------------------------------ | ------- |
| Estados Unidos (Billboard 200) | 71      |

## Histórico de lançamento
| País           | Data                 | Formato | Gravadora |
| -------------- | -------------------- | ------- | --------- |
| Estados Unidos | 21 de agosto de 2001 | CD      | Warlock   |